# Porlezza
Porlezza es una localidad y comune italiana de la provincia de Como, región de Lombardía, con 4354 habitantes

## Evolución demográfica

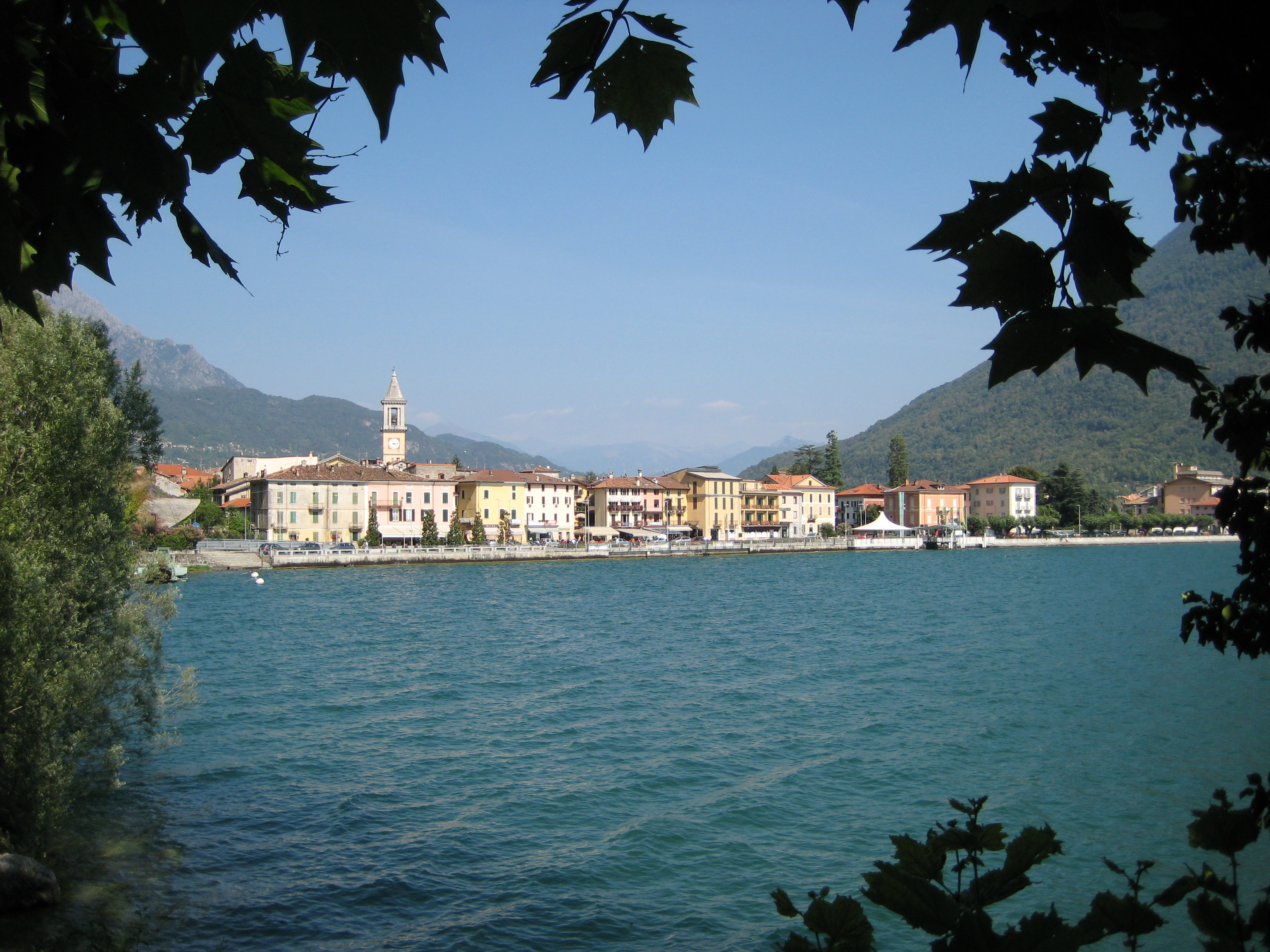
Ciudad de Porlezza

| Gráfica de evolución demográfica de Porlezza entre 1861 y 2001 |
|                                                                |
| Fuente ISTAT - elaboración gráfica de Wikipedia                |